# Una extraña entre nosotros
Una extraña entre nosotros es una película de drama criminal estadounidense del año 1992 dirigida por Sidney Lumet y protagonizada por Melanie Griffith. Narra la historia de las vivencias de un oficial de policía encubierto en una comunidad jasídica. Se inscribió en el Festival de Cine de Cannes de 1992 . A pesar de las malas críticas que sufrieron estas dos películas, Lumet recibió en 1993 el premio DW Griffith del Sindicato de Directores de América. La película también fue el primer papel acreditado del actor James Gandolfini. 

## Trama
Emily Eden, detective de homicidios Nueva York e hija de un ex policía divorciado, y su compañero Nick intentan detener a dos traficantes de drogas. Nick es apuñalado por uno de los traficantes, a quien Emily hiere en lugar de alertar a la asistencia al principio. Consecuentemente, su superior, el teniente Oliver, le quita temporalmente su arma. Posteriormente Nick está hospitalizado, mientras que los traficantes han sido detenidos, Emily se infiltra para investigar el asesinato de un cortador de diamantes jasídico llamado "Yaakov Klausman". Ella cuestiona a la familia del rabino jasídico, un anciano sobreviviente del Holocausto que es venerado por su sabiduría y compasión hacia sus hermanos judíos. Él le dice: "Tú y yo tenemos algo en común: ambos estamos íntimamente familiarizados con el mal. Le hace algo a tu alma".
Mientras vive con la familia del rabino, Emily cambia su apariencia y a su hijo llamado Ariel le gusta. El hijo es  un joven que trabaja como cortador de diamantes pero enseña en la Yeshivá y se espera que siga a su padre como el próximo rabino.  Está esperando a su prometida, la hija de un rabino de París a quien desconoce. Son los sujetos de un matrimonio concertado, pero él cree que ella es su alma gemela, escogida por Dios. También está estudiando Cábala, un poco atrevido para la edad de 40 años. Su discusión sobre la intimidad sexual es restringida pero específica, así como una metáfora de la relación entre el Hombre y Dios.
Emily descubre que el "hombre infiltrado" en el complot de asesinato es la hija adoptiva del rabino, Mara, que había estado viviendo una vida desordenada hasta que Yaakov se la presentó al rabino. Posteriormente, se unió a la comunidad como una baalat tshuva arrepentida, "una que ha regresado", hasta que una persona de su pasado se le acercó y ella lo dejó entrar al Centro de Diamantes para robar diamantes por un valor aproximado de  750,000$  y matar a Yaakov.
Poco después, Emily salva a  Leah, hija del rabino, de ser estafada por los hermanos Anthony y Christopher Baldessari, quienes afirman ser los asesinos de Yaakov. Emily le indica a su segundo compañero, Levine, que avise a la ayuda y arresta a los Baldessaris, pero los Baldessaris logran escapar. En la persecución que siguió, Levine resulta herido, mientras que Emily dispara fatalmente a Baldessaris. Antes de sucumbir a sus heridas, Anthony le admite a Emily que él y Christopher no fueron responsables de la muerte de Yaakov.
Habiendo resuelto el caso de que Mara ahora es cómplice de asesinato.  Emily rechaza la propuesta de Nick,  Después de que Emily intenta negociar, Mara la deja inconsciente y Ariel mata a Mara con el revólver de Emily, vengando a Yaakov. Emily es hospitalizada para un examen, mientras el rabino y su familia se despiden. Ariel y  Shayna Singer se casan, Finalmente, regresa al trabajo y se pone al día con un Levine también reformado, que está de licencia y la invita a un viaje de dos semanas a Aruba. Sin embargo, ella se niega y espera a su bashert.

## Elenco
- Melanie Griffith: Emily Eden, una detective  de Nueva York y la protagonista principal.
- Eric Thal: Ariel, hermano de Leah e hijo adoptivo del rabino.
- Mia Sara: Leah, hermana de Ariel e hija adoptiva del rabino.
- Tracy Pollan: Mara, la prometida de Yaakov y la principal antagonista.
- Lee Richardson - Rebe, Ariel, Leah y el padre adoptivo de Mara.
- John Pankow - Levine, el segundo socio de Emily.
- Jamey Sheridan: Nick, el primer socio de Emily.
- James Gandolfini - Anthony Baldessari, un criminal y hermano menor de Christopher.
- Chris Latta - Christopher Baldessari, otro criminal y hermano mayor de Anthony.
- Jake Weber - Yaakov Klausman, prometido de Mara y mejor amigo de Ariel.
- David Margulies: teniente Oliver, superior de Emily, Nick y Levine.
- Rena Sofer - Shayna Singer, basherte de Ariel.